# 大蔦エル
大蔦 エル（おおつた エル）は、中京テレビアナウンス部所属のVTuberアナウンサー。
VTuberプロダクションのよんしー（XRエンターテイメント）所属。名古屋のタレント事務所TYK Promotionと業務提携していた。
この項では自身が所属するご当地VTuberユニット「日本烈島」についても記述する。

## 概要
中京テレビの正式なアナウンサーして採用され、日本初のテレビ局所属VTuberアナウンサーとして2018年9月30日より活動開始。地上波初出演は夕方の情報番組「キャッチ!」（2018年10月23日放送）で、以後深夜のバラエティ番組でMCやゲームコーナーを担当するほか、イベントのMCやe-Sports実況なども務める。
2020年5月27日には、日本テレビが立ち上げたVTuberネットワーク「V-Clan」に参加することが発表され、同年9月には「バーチャル劇団 MOAI」を旗揚げし、演劇にも挑戦している。
また、愛知県のご当地VTuberとしても活動しており、2020年9月30日には名古屋市より名古屋観光文化交流特命大使に任命されたほか、福島県のせんのいのり、福岡県の舞鶴よかと、沖縄県の根間ういとご当地VTuberユニット「日本烈島」を結成している（詳細は後述）。
自身のYoutubeチャンネルでは、様々なクリエーターとのコラボトークや地元名古屋のニュースや新情報を伝える定期配信のほかメタバース動画などを配信している。過去には、e-Sports実況やゲームの実況プレイ、アナウンサー研修動画なども配信しており、名古屋のご当地男性グループのBOYS AND MENや中京テレビアナウンサーとも度々共演している。また、2019年6月に開催された「ナゴヤVTuberまつり」では、テレビ東京所属のVTuberシンガー「七瀬タク」や東海テレビ所属のご当地キャラクターでVTuberの「魔法少女トマトちゃん」と局の垣根を超えて共演を果たした。2020年10月にはメ〜テレの音楽番組「BomberE」の配信ミニライブで望木、南雲両アナウンサーとも共演している。
活動から4年目を迎える2022年にはメタバースへの進出を表明しており、世界一のメタバースイベントを開催することを目標として掲げている。

## キャラクター
愛知県名古屋市出身。決めフレーズは「伝える! 伝わる! 大蔦エルです!!」。
特技はダンス、書道、ものまねで漢字検定準2級を取得している。
しかし、イベントや配信で準2級の問題を解いたときに結果がボロボロだったことから漢検準2級はネタとして扱われることもあるが取得しているのは事実。
趣味はゲーム（主にFPS） で、2026年に名古屋市で開催される「第20回アジア競技大会」のe-Sports公式アナウンサーになることを目標としている。
2018年に動画配信プラットフォームTikTok主催で開催した人気VTokerを決める「VToker総選挙」で第1位を獲得。
ご当地VTuber倶楽部部長で、ご当地VTuberアイドルユニット「日本烈島」のリーダーも務める。
姉貴分に、バイリンガルVTuberのキミノミヤがいる。

## 出演

### テレビ
- 佐藤二朗の生でナゴヤでらワイドショー（中京テレビ、2018年11月10日）[18]
- ササシマBASE Lab.（中京テレビ、2018年12月14日 - 2019年3月30日） - ゲームコーナー担当[19]
- eスポーツ応援バラエティー 突撃!すっゲーマー（中京テレビ、2019年2月2日） - MC[20]
- ボイメン ジャパネスク（中京テレビ、2019年4月 - 2020年12月） - ゲームコーナー担当[21]
- VTuberスター誕生 VV行こうぜ!（中京テレビ、2019年7月20日） - MC[22]

### テレビアニメ
- シキザクラ（中京テレビ、2021年） - アナウンサー役

### 舞台
- Zoom演劇「あの人、わたしが女優になったらどんな顔するんだろう」（2020年9月26日・27日） - バーチャル劇団MOAI旗揚げ公演[6]

### イベント
- 闘会議2019（2019年1月26日、幕張メッセ）[23]
- 映画「フォルトゥナの瞳」試写会（2019年2月12日、109シネマズ名古屋） - MC[24]
- TikTok CREATOR’S LAB. 2019 supported by SoftBank（2019年2月16日）[25]
- CNCIグループ ケーブルテレビ eスポーツフェスタ（2019年3月16日・17日、オアシス21） - 実況担当[26]
- ニコニコ超会議2019（2019年4月27日・28日、幕張メッセ）[27]
- ナゴヤVTuberまつり（中京テレビまつり2019内、2019年6月1日・2日） - MC[28]
  - ナゴヤVTuberまつり（第2弾、2019年12月15日） - MC[29]
- 台湾漫画博覧会（2019年8月3日・4日、台北世界貿易センター第一ホール）[30]
- 芸人 VS VTuber e-sports PUBG 選手権（第3回常滑お笑いEXPO内、2019年9月29日、中部国際空港） - MC[31]
- ナゴヤVTuber密会（2019年10月4日 - 、大須シネマ） - 隔週金曜日に定期開催[32]
- DOCOMO Open House 2020（2020年1月23・24日、東京ビッグサイト） - NECブース「5Gコアネットワーク」ガイド[33]
- ささしまライブ・セントレア ポップカルチャー祭り2020（2020年2月1日、中京テレビ放送 プラザC） - MC[34]
- VILLS（2020年7月19日、SPWN）[35][注 5] - MC
- わくわく!VTuberひろば おんらいん Vol.2（2020年10月11日） - 第3部に出演[36]
- バーチャルユニットフェス「VILLS」vol.2（2021年3月21日、SPWN）[37]
- 一万人のエイサー踊り隊2021オンラインINバーチャルOKINAWA（2021年9月4日）[38]
- Life Like a Live!2（2021年9月20日） - 夜公演に出演[38]
- VILLS vol.3（2021年12月18日・19日、SPWN） - MC
- ぶいとき!VOL.10 〜VTuber ときめき フェスティバル〜（2022年5月8日、ときめきVR）
- あいちスタートアップフェス2022（2022年5月13日、FabCafe Nagoya）[39]
- Kiminiバーチャルフェス（2022年5月29日） - MC[40][41]
- わくわく!VTuberひろば おんらいん Vol.21（2022年8月20日・21日） - 20日、トークショー・21日、わんおんわん[42]
- 中京テレビ24時間テレビ メタバース会場 ドームエリア（2022年8月27日・28日） - MC
- バーチャル瀬戸オープニングイベント（2022年11月13日）[43]
- バーチャルマーケット2022 Winter 「VTuberの推し!なごやめしプレゼン対決!!」（2022年12月17日・18日）[44] - MC
- わくわく!VTuberひろば おんらいん Vol.29（2023年4月22日・23日） - 22日、トークショー・23日、わんおんわん[45]
- わくわく!バーチャルショッピング inそらのうえショッピングモール（2023年5月3日・4日、XR CLOUD） - トークイベントMC[46]
- EDIX東京「中京テレビブース」（2023年5月12・13日、東京ビッグサイト）
- アバターおうち相談会 in メタバース（2023年6月17日、XR CLOUD） - イベントMC[47]
- 高校生のためのメタバース進学ガイダンス（2023年6月25日、XR CLOUD） - 総合MC[48]
- 中京テレビ24時間テレビ メタバース会場（2023年8月25日・26日・27日） - MC
- バーチャル瀬戸1周年記念イベント（2023年11月12日）[49]
- メタイパ就活（2023年11月26日、XR CLOUD） - MC[50]
- 中京テレビ24時間テレビ メタバース会場（2024年8月31日・9月1日） - サブMC[51]
- Hack GALA最終プレゼンテーション（TechGALAハッカソン、2025年2月6日） - MC[52]

### ネット配信
- VTuberアナウンサー 大蔦エル×西東さん 真夜中の芸人大反省会!!（中京テレビ、土バラ「前略、西東さん1分ネタNo1決定戦・天下1 (TENKA-ICHI)」の裏配信。Chuun、2018年12月29日） - MC[53]
- BomberE 配信ミニライブ（2020年10月4日、メ〜テレ・BomberE YouTube公式チャンネル）[12]
- イナズマロックドリームTV（2020年12月22日、イナズマロック フェス Official YouTube Channel）
- 大蔦エルと勝也先生の、主権者教育!（2021年4月2日・5月8日・6月26日・7月10日・8月28日・9月18日、ニコニコ生放送）[54]
- 名古屋市長選挙公開討論会（2021年4月9日、ニコニコ生放送） - MC[55]
- ICTを社会に推進する「人」を育成する例会（2021年5月8日、YouTube） - MC[56]

### CM
- アニメ・ゲームサミット / 出現画廊（2022年） - ナレーション[57]

### ゲーム
- PLAGUE〜蝗害〜（XR AMUSEMENT SASASHIMAに設置されていたVRアトラクション[注 6][58] およびOculus Quest向けVRゲーム[注 7][59]）

### その他
- eスポーツ専門メディア「es-GAME」公式キャラクター[60]
- 高校生クイズ2019名古屋地区バーチャルPR大使[61]
- 名古屋観光文化交流特命大使（2020年10月 - ）
- 「スポーツ★きらり商店街」応援大使（2020年10月 - ）[62]
- ささしまウェルカムバス車内アナウンス[63]
- 「ナゴヤVTuber展inパルコ」アンバサダー[64]
- ウェブポン（オンラインカプセルプライズ、2022年6月3日 - 6月12日） - インサイドちゃんMark2、禰好亭めておとの共同（#つめえ会）[65]
- 出現画廊AR+音声AR (VOTORY) - 音声担当[66]
- 故箱 〜第2夜〜（ホラー×VTuber体験型ガチャ、2023年3月18日 - 2023年6月20日）[67]
- つめえ会×ヴィレッジヴァンガード限定コラボグッズ（2023年3月31日 - 2023年4月9日）[68]
- 中京テレビ『24時間テレビ』メタバース会場公式アンバサダー（2023年7月 - 8月27日）[69]
- ソニーストア名古屋mocopiイベント応援VTuber（2024年3月9日、10日）[70]

## ディスコグラフィ

### 配信限定楽曲
| 発売日        | タイトル                       | 作詞                   | 作曲         | 備考 |
| ------------- | ------------------------------ | ---------------------- | ------------ | ---- |
| 2020年9月18日 | 絶対的表現論 feat.EARNIE FROGs | 大蔦エル、EARNIE FROGs | EARNIE FROGs |      |

#### デュエットシングル
| 発売日        | タイトル | 歌                  | 備考 |
| ------------- | -------- | ------------------- | ---- |
| 2021年9月20日 | 餞の朝   | キミノミヤ&大蔦エル |      |

### 参加楽曲
| 発売日        | アルバム名    | 楽曲   | 歌                  | 備考 |
| ------------- | ------------- | ------ | ------------------- | --- |
| 2020年8月15日 | VirtuaREAL.02 | Mirage | キミノミヤ&大蔦エル | デジタル配信は2020年7月31日より開始 ノンストップDJ MIX ver.が『VirtuaREAL MIX.02 mixed by DJ TAMU』に収録 |

## タイアップ
| 楽曲                           | タイアップ                                             |
| ------------------------------ | ------------------------------------------------------ |
| 絶対的表現論 feat.EARNIE FROGs | 中京テレビ『前略、大とくさん』10月度エンディングテーマ |

## 日本烈島
日本烈島（にっぽんれっとう）は、愛知、福岡、沖縄、福島各県のバーチャルYouTuber4人で結成されたご当地VTuberユニットである。
2019年7月に中京テレビで放送された『VTuberスター誕生 VV行こうぜ!』において番組の感想を求められた松井珠理奈が「ご当地のVTuberのみなさんでユニット組んだりしてもおもしろそう」と発言したのを受けて結成されたもの。
2019年9月30日のYouTube配信で日本烈島の結成が発表され、同年12月15日に開催されたナゴヤVTuberまつり（第2弾）の音楽ステージで初お披露目となった。

### メンバー
| 名前         | よみ            | 出身地         | カラー | 備考                                                    |
| ------------ | --------------- | -------------- | ------ | ------------------------------------------------------- |
| 大蔦エル     | おおつた える   | 愛知県名古屋市 | 黄色   | リーダー。中京テレビアナウンス部所属アナウンサー。      |
| 舞鶴よかと   | まいづる よかと | 福岡県福岡市   | 緑色   |                                                         |
| 根間うい     | ねま うい       | 沖縄県         | 赤色   |                                                         |
| せんのいのり | せんの いのり   | 宮城県仙台市   | 青色   | 福島県福島市を拠点に東北6県の地域創生VTuberとして活動。 |

### 楽曲
| 発売日         | タイトル         | 作詞        | 作曲    | 編曲    | 備考                                                                                           |
| -------------- | ---------------- | ----------- | ------- | ------- | ---------------------------------------------------------------------------------------------- |
| 2019年12月16日 | We're The Lights | FUNK UCHINO | TAKAROT | TAKAROT | 音楽配信サービス限定発売 ノンストップDJ MIX ver.が『VirtuaREAL MIX.02 mixed by DJ TAMU』に収録 |

### 出演（日本烈島）

#### イベント（日本烈島）
- ナゴヤVTuberまつり（第2弾、2019年12月15日）
- VILLS（2020年7月19日、SPWN）
- Life Like a Live!（2020年9月22日、ニコニコ動画・SPWN・SHOWROOM・MixChannel・bilibili）[75]
- VILLS vol.2（2021年3月21日、SPWN）
- 日本烈島 バーチャルファンミーティング（2021年6月5日、XR CLOUD）[76]
- VILLS vol.3（2021年12月19日、SPWN）[77]
- 「日本烈島」と「まりなす」のバーチャルファンミーティング（2022年1月17日、XR CLOUD）[78]